# Dust Bowl

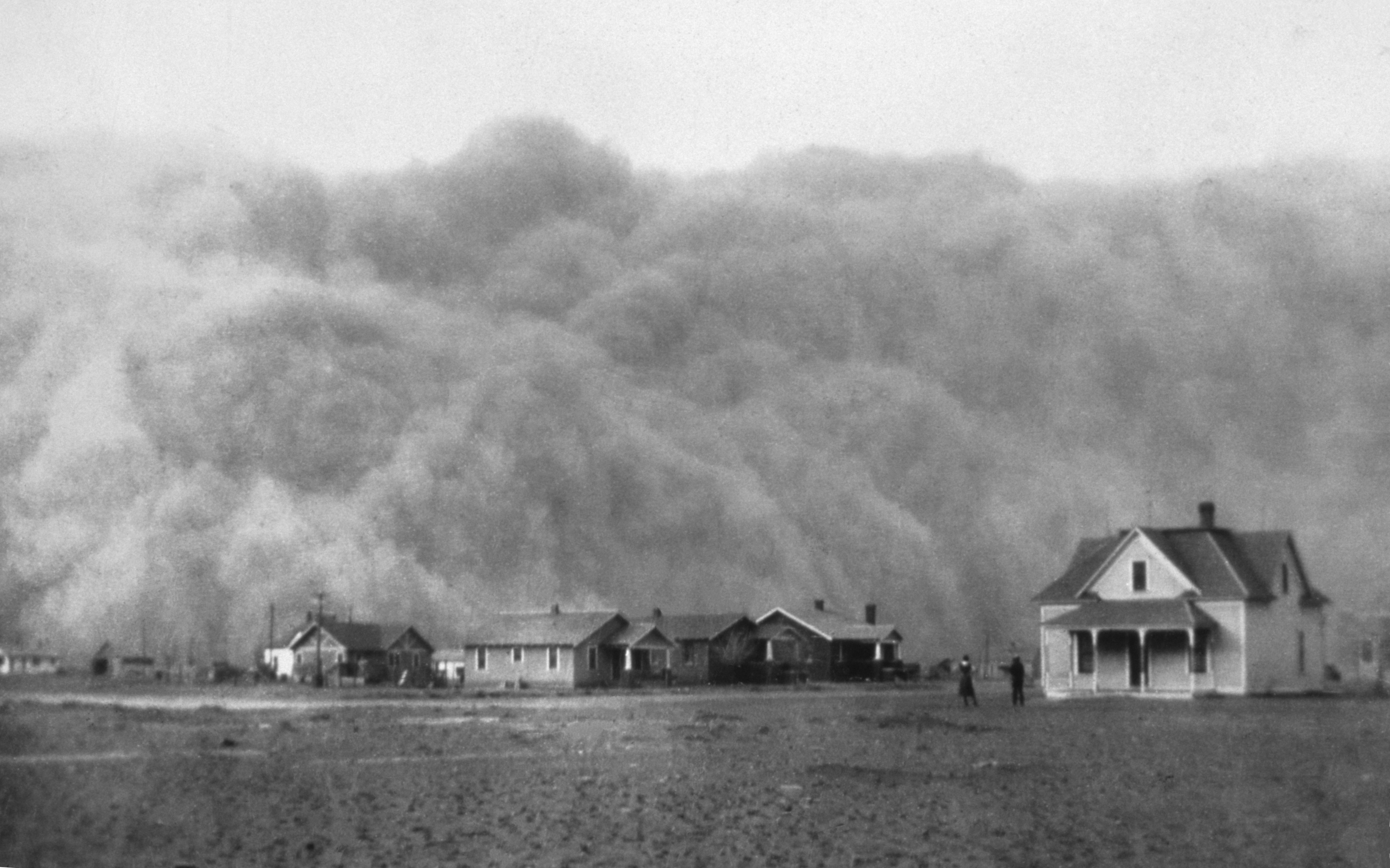
Prachová bouře nad Stratfordem v Texasu v roce 1935

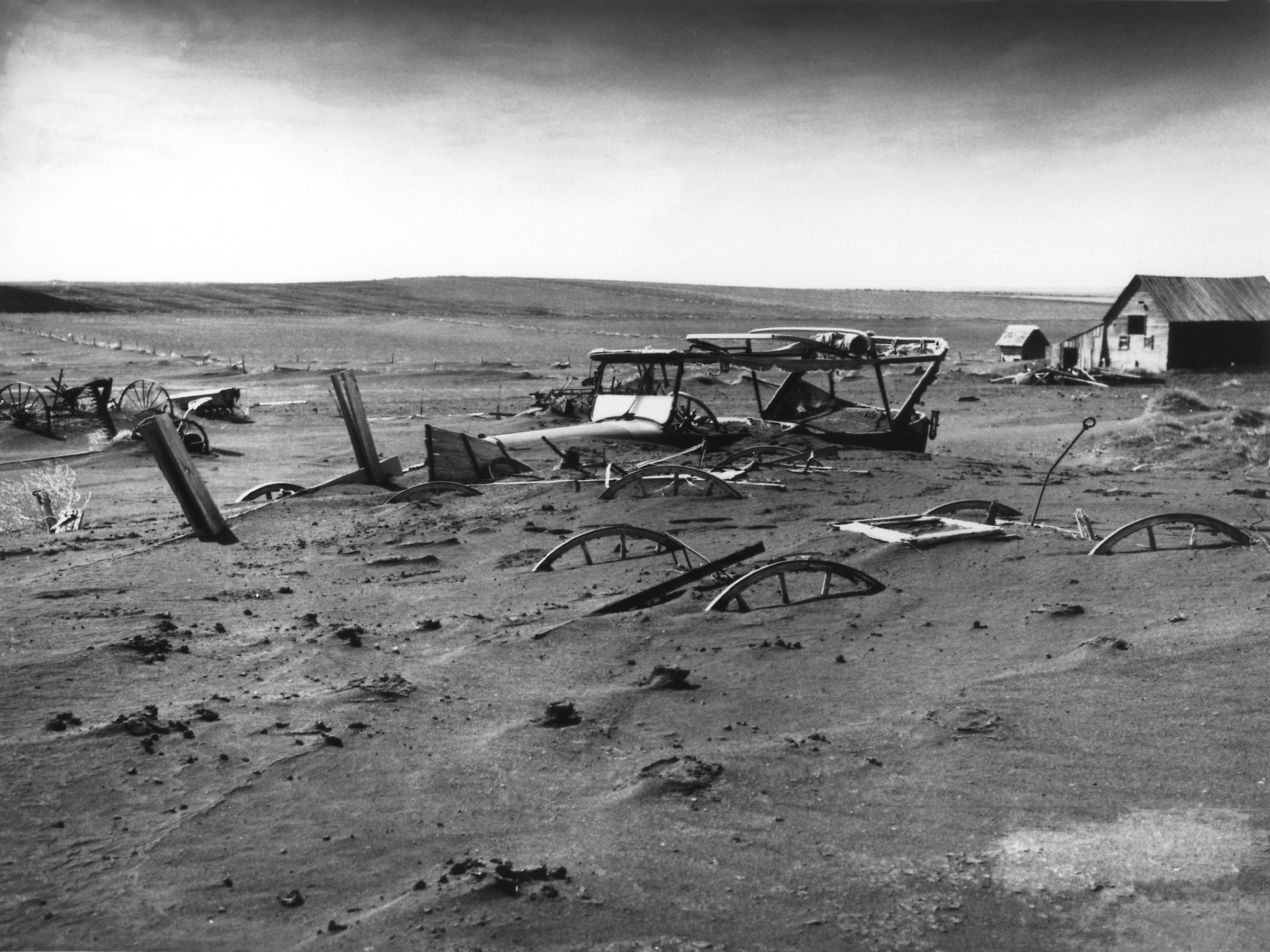
Prachové závěje v Dallasu v Jižní Dakotě v roce 1936

Dust Bowl („prachová mísa“), známé také jako Dirty Thirties („špinavá třicátá“), bylo období silných prachových bouří, které způsobily obrovské ekologické a zemědělské škody v amerických a kanadských prériích ve 30. letech 20. století. Příčinou byly nevhodné zemědělské metody a sucho, které se objevilo v letech 1934, 1936 a 1939-40. Některé oblasti trpěly suchem nejméně osm let. V desetiletích, která předcházela prachovým bouřím, farmáři v oblasti Velkých planin používali intenzivně hlubokou orbu. Tato zemědělská metoda vytlačila původní, hluboko zakořeněné trávy, které dokázaly udržet půdu a vlhkost i během období sucha a prudkých větrů. Rozšíření traktorů a kombajnů umožnilo farmářům přeměnit rychle vyprahlé pastviny (srážkový úhrn byl často menší než 250 mm/rok) na zemědělskou půdu.
Během období sucha v 30. letech 20. století se nezpevněná půda proměnila na prach. Vítr následně vytvářel z prachu rozsáhlá oblaka, která se nesla krajinou a dosahovala až na východní pobřeží k New Yorku a Washingtonu. V oblasti Planin vznikaly prachové bouře, které často snížily viditelnost na méně než 1 metr. Těmto bouřím se přezdívalo černý blizard (black blizzard) nebo černá příbojová vlna (black roller).
Sucho a eroze ovlivnila 400 000 km² ve státech Texas a Oklahoma, zasáhla i přiléhající státy Nové Mexiko, Colorado a Kansas. Ekologická katastrofa donutila tisíce rodin opustit farmy. Docházelo k rozsáhlé migraci, která ale jen zhoršovala probíhající Velkou hospodářskou krizi. Víc než 0,5 mil. Američanů zůstalo bez domova. Část lidí odcházela dobrovolně, protože již neviděla žádnou naději v pokračování dosavadního způsobu života, jiní přicházeli o farmy z důvodu neschopnosti splácet půjčky od bank. Obyvatelé zasažených území také trpěli a umírali na nemoci dýchacích cest a podvýživu. Osudy migrujících farmářů jsou mj. zpracovány v literární fikci Johna Steinbecka Hrozny hněvu.

## Další významy
Pojem Dust Bowl může znamenat přeneseně také obecné označení pro prašnou krajinu, suchý kraj.